# بحيرة أجاسيز

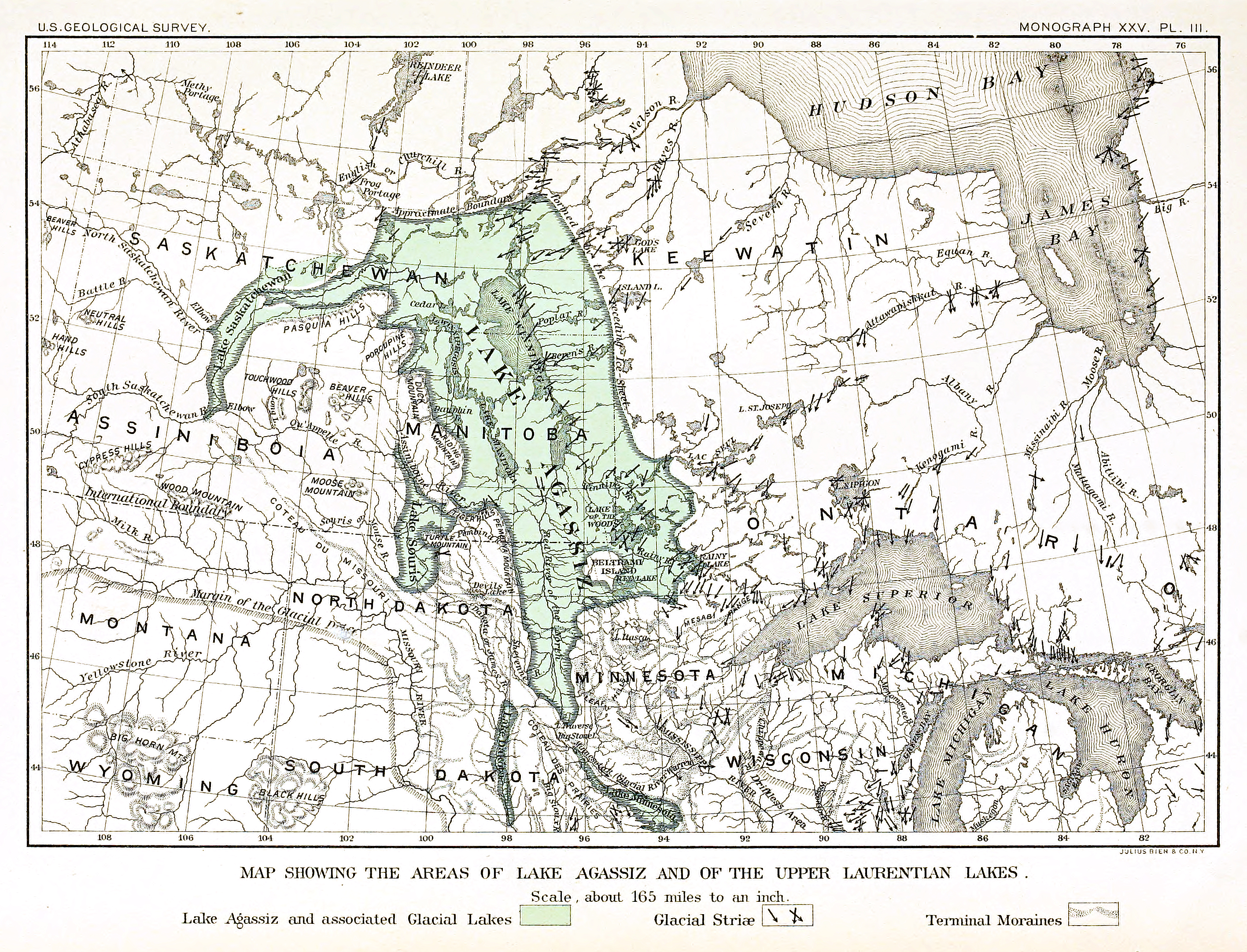
خريطة توضح البحيرة في فترة مبكرة

بحيرة أجاسيز (بالإنجليزية: Lake Agassiz)‏ بحيرة جليدية كانت الأكبر في أمريكا الشمالية. وكانت تغطي أكبر مساحة في مانيتوبا الكندية وأجزاء من الدول والأقاليم المجاورة. وقد تكوّنت البحيرة في أواخر العصر الجليدي، وعندما تحركت الطبقة الجليدية التي كانت تغطي المنطقة باتجاه الشمال الشرقي تركت وراءها حوضاً كبيراً، وملأ الماء المذاب من الجليد وماء النهر الحوض ليشكِّل بحيرة أجاسيز، ومع ذوبان الجليد الواقع على السواحل الشمالية والشرقية من البحيرة انحدرت المياه نحو خليج هدسون. وبقيت هناك بحيرات صغيرة أخرى في الجزء العميق من المنطقة منها: بحيرات ونيبج، ووينيبجوسس، ومانيتوبا. ويمكن مشاهدة الخطوط الساحلية للبحيرة القديمة في الوقت الحالي. وسهل رد ريفر في كندا الشمالية الذي يعتبر من أخصب مناطق زراعة القمح في العالم، هو قاع البحيرة القديم. ويعود الفضل في خصوبته إلى رواسب بحيرة أجاسيز.